# 北朝鮮による拉致問題等に関する特別委員会
北朝鮮による拉致問題等に関する特別委員会（きたちょうせんによるらちもんだいとうにかんするとくべついいんかい）は、日本の衆議院及び参議院に設置されている特別委員会。国会法第45条の規定に基づき設置されている。拉致問題特別委員会とも略される。

## 概要
北朝鮮による拉致問題等に関する特別委員会は、衆議院と参議院に置かれている特別委員会である。北朝鮮による拉致問題等に関する特別委員会が国会に最初に置かれたのは、衆議院が2004年11月30日（第161回国会　2004年10月12日召集）、参議院が2004年6月2日（第159回国会 2004年1月19日召集）である。現在まですべての国会で設置されている。
北朝鮮による拉致問題等に関する特別委員会は、北朝鮮による拉致等に関する諸問題を調査し、その対策樹立を目的に設置されている。
委員の選任は、すべて議長の指名によって行われる（衆議院規則37条・参議院規則30条1項）。実際には、各議院運営委員会において、各会派の議席数に応じて各委員会の委員の員数も配分され、個別の人事は配分された員数の範囲内で各会派によって行われる。
委員長は、委員の互選（国会法45条）で選任されると定められているが、投票によらないで動議によって選出されることがほとんどである。委員長の選挙は年長者が主催することになっている（衆議院規則101条・参議院規則80条）。事前に各会派間で協議された特別委員長各会派割当てと会派申出の候補者に基づいておこなわれる。なお、委員長に事故があった場合は理事が職務を行うことになっている（衆議院規則38条2項・参議院規則31条3項）。
理事の選任は委員の互選（衆議院規則38条1項・参議院規則31条）となっているが、委員会設置以来すべて委員長の指名により行われている。理事の員数および各会派割当ては議院運営委員会で決定した基準により、選挙など会派の構成が大きく変わった際に見直される。

## 衆議院
- 衆議院における委員の選任は、総選挙後初めて召集される会期の始めに行われる（国会法第42条および衆議院委員会先例集9号）か、国会法または衆議院規則の改正により必要となったとき（衆議院委員会先例集10号）のみであり、その他の場合は異動とみなし、委員の辞任と補欠選任で対処することになっている。
- 多くの会派は、総選挙後の国会と毎年秋に召集される臨時国会の冒頭で各委員の構成を見直すことを例としていることから、実際に委員の構成が大きく変わるのはその際である。
- 委員の会派割当数は所属議員の比率により議院運営委員会において決定される（国会法第46条および衆議院委員会先例集12号）。

### 組織
衆議院北朝鮮による拉致問題等に関する特別委員会の員数は25人である（衆議院規則100条）。委員長1名、理事8名が選出または指名される。
衆議院北朝鮮による拉致問題等に関する特別委員会の組織
2021年（令和3年）12月6日現在
- 北朝鮮による拉致問題等に関する特別委員長
  - 長島昭久（自由民主党）

- 理事
  - 江渡聡徳、北村誠吾、杉田水脈、中川郁子（自由民主党）
  - 笠浩史、渡辺周（立憲民主党・無所属）
  - 美延映夫（日本維新の会）
  - 竹内譲（公明党）

- 委員
  - 江藤拓、斎藤洋明、櫻田義孝、高木啓、塚田一郎、辻清人、中谷真一、葉梨康弘、藤井比早之（自由民主党）
  - 梅谷守、下条みつ、西村智奈美（立憲民主党・無所属）
  - 三木圭恵（日本維新の会）
  - 浜地雅一（公明党）
  - 鈴木敦（参政党）
  - 笠井亮（日本共産党）

### 所管事項
衆議院北朝鮮による拉致問題等に関する特別委員会の所管事項は次の通り。
1. 北朝鮮による拉致等に関する諸問題を調査し、その対策樹立

国政調査案件
1. 北朝鮮による拉致問題等に関する事項

## 参議院

### 組織
参議院北朝鮮による拉致問題等に関する特別委員会の員数は20人である（参議院規則78条）。委員長1名、理事4名が選出または指名される。
参議院北朝鮮による拉致問題等に関する特別委員会の組織
2021年（令和3年）12月11日現在
- 北朝鮮による拉致問題等に関する特別委員長 
  - 山谷えり子（自由民主党・国民の声）

- 理事 
  - 清水真人、宮本周司（自由民主党・国民の声）
  - 森裕子（立憲民主・社民）
  - 三浦信祐（公明党）

- 委員 
  - 石井浩郎、衛藤晟一、岡田広、島村大、豊田俊郎、長峯誠、丸川珠代（自由民主党・国民の声）
  - 有田芳生、打越さく良、白眞勲（立憲民主・社民）
  - 竹内真二（公明党）
  - 柳田稔（国民民主党・新緑風会）
  - 高木佳保里（日本維新の会）
  - 武田良介（日本共産党）
  - 浜田聡（NHKから国民を守る党）

### 所管事項
参議院災害対策特別委員会の所管事項は以下の通り。
1. 北朝鮮による拉致等に関する諸問題の調査とその対策樹立

国政調査案件
1. 北朝鮮による拉致問題等に関しての対策樹立に関する事項

## 所管国務大臣等
委員会が審査又は調査を行うときは、政府に対する委員の質疑は、国務大臣又は内閣官房副長官、副大臣若しくは大臣政務官に対して行う（参議院規則42条の2）。どの国務大臣等に対して出席を求めるかは、各議院の委員会において、委員長及び理事の協議で決定される。北朝鮮による拉致問題等に関する特別委員会において出席を求められる主な国務大臣等は、以下の通り。
- 外務大臣
  - 岩屋毅（自由民主党）
- 拉致問題担当大臣
  - 林芳正（自由民主党）
- 国家公安委員会委員長
  - 坂井学（自由民主党）

- 以上の国務大臣の下に置かれる内閣官房副長官、副大臣、大臣政務官など。

## 衆議院の歴代委員長
| 氏名       | 在任                             | 所属政党   |
| ---------- | -------------------------------- | ---------- |
| 赤城徳彦   | 2004年11月30日 － 2005年11月1日  | 自由民主党 |
| 平沢勝栄   | 2005年11月1日 － 2006年9月28日   | 自由民主党 |
| 小島敏男   | 2006年9月28日 － 2007年9月10日   | 自由民主党 |
| 山本拓     | 2007年9月10日 － 2008年9月29日   | 自由民主党 |
| 柳本卓治   | 2008年9月29日 － 2009年9月18日   | 自由民主党 |
| 城島光力   | 2009年9月18日 － 2010年6月16日   | 民主党     |
| 中山義活   | 2010年6月16日 － 2010年10月1日   | 民主党     |
| 奥村展三   | 2010年10月1日 － 2011年9月13日   | 民主党     |
| 中津川博郷 | 2011年9月13日 － 2012年7月10日   | 民主党     |
| 吉良州司   | 2012年7月10日 － 2012年10月29日  | 民主党     |
| 松原仁     | 2012年10月29日 － 2012年12月27日 | 民主党     |
| 山本拓     | 2012年12月27日 － 2014年9月29日  | 自由民主党 |
| 平沢勝栄   | 2014年9月29日 － 2015年1月26日   | 自由民主党 |
| 竹本直一   | 2015年1月26日 － 2016年1月4日    | 自由民主党 |
| 今津寛     | 2016年1月4日 － 2016年9月26日    | 自由民主党 |
| 城内実     | 2016年9月26日 － 2017年9月28日   | 自由民主党 |
| 江藤拓     | 2018年1月22日 － 2018年10月24日  | 自由民主党 |
| 山口壯     | 2018年10月24日 － 2019年10月4日  | 自由民主党 |
| 渡辺博道   | 2019年10月4日 － 2020年9月18日   | 自由民主党 |
| 古川禎久   | 2020年10月27日 － 2021年10月8日  | 自由民主党 |
| 三原朝彦   | 2021年10月8日                    | 自由民主党 |
| 長島昭久   | 2021年11月11日 - 現職            | 自由民主党 |

## 参議院の歴代委員長
| 氏名       | 在任                            | 所属政党   |
| ---------- | ------------------------------- | ---------- |
| 野間赳     | 2004年6月2日 － 2004年7月30日   | 自由民主党 |
| 清水嘉与子 | 2004年7月30日 － 2004年10月12日 | 自由民主党 |
| 内藤正光   | 2004年10月12日 － 2005年9月29日 | 民主党     |
| 広野允士   | 2005年9月29日 － 2006年9月28日  | 民主党     |
| 森裕子     | 2006年9月28日 － 2007年9月10日  | 民主党     |
| 下田敦子   | 2007年9月10日 － 2009年1月5日   | 民主党     |
| 藤田幸久   | 2009年1月5日 － 2009年10月26日  | 民主党     |
| 前田武志   | 2009年10月26日 － 2010年10月1日 | 民主党     |
| 白眞勲     | 2010年10月1日 － 2011年9月13日  | 民主党     |
| 大塚耕平   | 2011年9月13日 － 2012年10月29日 | 民主党     |
| 徳永久志   | 2012年10月29日 － 2013年7月28日 | 民主党     |
| 小泉昭男   | 2013年8月7日 － 2014年9月29日   | 自由民主党 |
| 中曽根弘文 | 2014年9月29日 － 2016年1月4日   | 自由民主党 |
| 中原八一   | 2016年1月4日 － 2016年7月25日   | 自由民主党 |
| 塚田一郎   | 2016年8月1日 － 2016年9月26日   | 自由民主党 |
| 山谷えり子 | 2016年9月26日 － 2019年10月4日  | 自由民主党 |
| 丸川珠代   | 2019年10月4日 － 2020年9月18日  | 自由民主党 |
| 山谷えり子 | 2020年10月27日 －（現職）       | 自由民主党 |